# Louis Troye

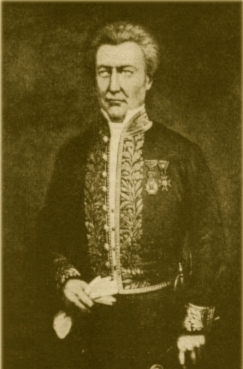

Louis Charles Florent Marie Stanislas Auguste Troye (Charleroi, 30 maart 1804 - Marbaix-la-Tour, 29 oktober 1875) was een Belgisch liberaal politicus.

## Biografie

### Familie
Louis Troye was een zoon van Stanislas Troye, lid van de Raad van Vijfhonderd, lid van de Tweede Kamer der Staten-Generaal en districtscommissaris, en Isabelle du Wooz. Hij trouwde in 1831 in Marbaix-la-Tour met Zoé Drion (1813-1888), zus van Irénée Drion en tante van Octave Pirmez. Ze kregen twee dochters.
- Alix Troye (1832-1888), trouwde in 1859 in Bergen met Jean-Baptiste t'Serstevens (1831-1910), volksvertegenwoordiger, senator, burgemeester van Marbaix-la-Tour en Thuin en provincieraadslid van Henegouwen. Ze kregen een zoon en een dochter, met afstammelingen tot heden.
- Mathilde Troye (1834-1873), trouwde in 1854 in Bergen met jhr. Arthur de Cartier de Marchienne (1831-1892), zoon van jhr. Joseph de Cartier, kolonel van de burgerwacht en burgemeester van Marchienne-au-Pont. Ze kregen vier zoons en drie dochters, met afstammelingen tot heden.

### Loopbaan
Troye studeerde rechten aan de Rijksuniversiteit Luik en werd vrederechter in Thuin. Van 1845 tot 1848 was hij arrondissementscommissaris van Thuin en van 1849 tot 1870 was hij gouverneur van Henegouwen. Hij was ook gemeenteraadslid van Thuin van 1840 tot 1844.
Hij werd verkozen tot liberaal volksvertegenwoordiger voor het arrondissement Thuin in 1834 en vervulde dit mandaat tot in 1849.
In 1859 was hij een van de investeerders in de toen noodlijdende aardewerkfabriek Guillaume Lambert et Cie. in Maastricht. Vier jaar later werd het bedrijf omgezet in de nv Société Céramique en werd Troye lid van de raad van bestuur.